# محمود إسماعيل
محمود إسماعيل (18 مارس 1914- 27 يناير 1983) ممثل وكاتب إذاعي ومخرج سينمائي مصري.

## حياته
بدأ مسيرته الفنية كممثل مسرحي في الفرقة القومية المصرية، كتب العديد من الأفلام منها :(طاهرة) و(المهرج الكبير) و(بنت الحتة)، ومن المسلسلات : (بياعة الورد) و(توحة). ومثل العديد من الأدوار لعل اشهرها : (سمارة). اختفى من الساحة الفنية بضع سنوات، ثم عاد مرة أخرى ليظهر على الشاشة بشكل متقطع في أفلام ومسلسلات في أواخر السبعينيات وأوائل الثمانينات منها: (الدرب الأحمر، الولد الغبي، الغضب، بلا خطيئة).

## أعماله الفنية

### التمثيل

#### الأفلام
- 1941: انتصار الشباب
- 1942: على مسرح الحياة
- 1942: عايدة
- 1943: من فات قديمه
- 1944: من الجاني
- 1944: طاقية الإخفاء
- 1944: ابنتي
- 1945: عنتر وعبلة
- 1945: حسن وحسن
- 1945: القرش الأبيض
- 1945: البني آدم
- 1946: عودة طاقية الإخفاء
- 1946: الأحدب
- 1947: نور من السماء
- 1948: فتنة
- 1949: أوعى المحفظة
- 1952: السر في بير
- 1953: حكم الزمان
- 1954: الفارس الأسود
- 1955: الله معنا
- 1956: سمارة
- 1956: زنوبة
- 1956: النمرود
- 1957: لواحظ
- 1957: طاهرة
- 1957: المتهم
- 1958: مهرجان الحب
- 1958: توحة
- 1959: عفريت سمارة
- 1959: حب ودلع
- 1959: بياعة الورد
- 1964: بنت الحتة
- 1977: الولد الغبي
- 1980: الدرب الأحمر
- 1983: شاطئ الحظ

#### المسلسلات
- 1963: هارب من الأيام
- 1964: بنت الحتة
- 1964: سعدية
- 1965: المنبوذ
- 1972: الليل الطويل
- 1978: الغضب
- 1980: بلا خطيئة

### التأليف

#### الأفلام
- 1946: الأحدب (قصة وسيناريو وحوار)
- 1947: نور من السماء (قصة وسيناريو وحوار)
- 1949: أوعى المحفظة (قصة وحوار)
- 1952: المهرج الكبير (قصة وحوار)
- 1956: سمارة (قصة وسيناريو وحوار)
- 1956: زنوبة (قصة وسيناريو وحوار)
- 1957: طاهرة (قصة وسيناريو وحوار)
- 1958: حبيبي الأسمر (قصة وسيناريو وحوار)
- 1958: توحة (سيناريو وحوار)
- 1959: عفريت سمارة (قصة وسيناريو وحوار)
- 1959: حب ودلع (سيناريو وحوار)
- 1959: بياعة الورد (قصة وسيناريو)
- 1960: جسر الخالدين (قصة وسيناريو وحوار)
- 1961: لا تذكريني (قصة وسيناريو وحوار)
- 1961: طريق الأبطال (سيناريو وحوار)
- 1963: الساحرة الصغيرة (قصة وسيناريو وحوار)
- 1964: بنت الحتة (قصة وسيناريو وحوار)
- 1965: الشقيقان (سيناريو وحوار)

#### المسلسلات
- 1964: بنت الحتة (قصة وسيناريو وحوار)
- 1964: سعدية (قصة وسيناريو وحوار)

### الإخراج
- 1948: فتنة
- 1949: أوعى المحفظة
- 1959: حب ودلع
- 1959: بياعة الورد
- 1960: جسر الخالدين
- 1961: طريق الأبطال

### الموسيقى
- 1942: ابن البلد (الألحان والموسيقى التصويرية)

## روابط خارجية
- محمود إسماعيل على موقع IMDb (الإنجليزية)
- محمود إسماعيل على موقع قاعدة بيانات الأفلام العربية